# Grand Prix Malajsie 2000
II Petronas Malaysian Grand Prix
- 22. října 2000
- Okruh Sepang
- 56 kol x 5,542 km = 310,352 km
- 663. Grand Prix
- 44. vítězství Michaela Schumachera
- 135. vítězství pro Ferrari

## Výsledky
| Pozice | Jezdec                | Vůz             | Čas         |
| ------ | --------------------- | --------------- | ----------- |
| 1      | Michael Schumacher    | Ferrari F1-2000 | 1:35'54.235 |
| 2      | David Coulthard       | McLaren MP4/15  | á 0:00:732  |
| 3      | Rubens Barrichello    | Ferrari F1-2000 | á 0:18:444  |
| 4      | Mika Häkkinen         | McLaren MP4/15  | á 0:35:269  |
| 5      | Jacques Villeneuve    | BAR 002         | á 1:10:692  |
| 6      | Eddie Irvine          | Jaguar R1       | á 1:12:568  |
| 7      | Alexander Wurz        | Benetton B200   | á 1:29:314  |
| 8      | Mika Salo             | Sauber C19      | á 1 kolo    |
| 9      | Giancarlo Fisichella  | Benetton B200   | á 1 kolo    |
| 10     | Jos Verstappen        | Arrows A21      | á 1 kolo    |
| 11     | Jean Alesi            | Prost AP03      | á 1 kolo    |
| 12     | Jarno Trulli          | Jordan EJ10     | á 1 kolo    |
| 13     | Gaston Mazzacane      | Minardi M02     | Motor       |
| Kolo   | Odstoupili            | -               | -           |
| 48     | Johnny Herbert        | Jaguar R1       | Suspenzor   |
| 46     | Ricardo Zonta         | BAR 002         | Motor       |
| 43     | Ralf Schumacher       | Williams FW22   | Motor       |
| 36     | Marc Gené             | Minardi M02     | Kolo        |
| 18     | Jenson Button         | Williams FW22   | Motor       |
| 7      | Heinz-Harald Frentzen | Jordan EJ10     | Elektronika |
| 0      | Pedro de la Rosa      | Arrows A21      | Kolize      |
| 0      | Nick Heidfeld         | Prost AP03      | Kolize      |
| 0      | Pedro Diniz           | Sauber C19      | Kolize      |

### Nejrychlejší kolo
- Mika Häkkinen McLaren MP4/15 1'38543 – 202,462 km/h

### Vedení v závodě
- 1-2 kolo Mika Häkkinen
- 3-17 kolo David Coulthard
- 18-24 kolo Michael Schumacher
- 25 kolo Rubens Barrichello
- 26-39 kolo Michael Schumacher
- 40-41 kolo Rubens Barrichello
- 42-56 kolo Michael Schumacher

### Postavení na startu
| 1. řada  | 1                                      | 2                                     |
|          | Michael Schumacher Ferrari 1'37.397    | Mika Häkkinen McLaren 1'37.860        |
| 2. řada  | 3                                      | 4                                     |
|          | David Coulthard McLaren 1'37.889       | Rubens Barrichello Ferrari 1'37.896   |
| 3. řada  | 5                                      | 6                                     |
|          | Alexander Wurz Benetton 1'38.644       | Jacques Villeneuve BAR 1'38.653       |
| 4. řada  | 7                                      | 8                                     |
|          | Eddie Irvine Jaguar 1'38.696           | Ralf Schumacher Williams 1'38.739     |
| 5. řada  | 9                                      | 10                                    |
|          | Jarno Trulli Jordan 1'38.909           | Heinz Harald Frentzen Jordan 1'38.988 |
| 6. řada  | 11                                     | 12                                    |
|          | Ricardo Zonta BAR 1'39.158             | Johnny Herbert Jaguar 1'39.331        |
| 7. řada  | 13                                     | 14                                    |
|          | Giancarlo Fisichella Benetton 1'39.387 | Pedro de la Rosa Arrows 1'39.443      |
| 8. řada  | 15                                     | 16                                    |
|          | Jos Verstappen Arrows 1'39.489         | Jenson Button Williams 1'39.563       |
| 9. řada  | 17                                     | 18                                    |
|          | Mika Salo Sauber 1'39.591              | Jean Alesi Prost 1'40.065             |
| 10. řada | 19                                     | 20                                    |
|          | Nick Heidfeld Prost 1'40.148           | Pedro Diniz Sauber 1'40.521           |
| 11. řada | 21                                     | 22                                    |
|          | Marc Gené Minardi 1'40.662             | Gaston Mazzacane Minardi 1'42.078     |
| -------- | -------------------------------------- | ------------------------------------- |

- 107 % = 1'44"215

### Zajímavosti
| Pole position      | Vítězství          | Nejrychlejší kolo |
| Německo            | Německo            | Finsko            |
| Michael Schumacher | Michael Schumacher | Mika Häkkinen     |
| Ferrari F1-2000    | Ferrari F1-2000    | McLaren MP4/15    |
| 1'37.397           | 1:35'54.235        | 1'38.543          |
| 204.844 km/h       | 194.164 km/h       | 202.462 km/h      |
| ------------------ | ------------------ | ----------------- |

### Stav MS
- Zelená - vzestup
- Červená - pokles

| *  | Jezdec                | Body |
| -- | --------------------- | ---- |
| 1  | Michael Schumacher    | 108  |
| 2  | Mika Häkkinen         | 89   |
| 3  | David Coulthard       | 73   |
| 4  | Rubens Barrichello    | 62   |
| 5  | Ralf Schumacher       | 24   |
| 6  | Giancarlo Fisichella  | 18   |
| 7  | Jacques Villeneuve    | 17   |
| 8  | Jenson Button         | 12   |
| 9  | Heinz-Harald Frentzen | 11   |
| 10 | Jarno Trulli          | 6    |
| 11 | Mika Salo             | 6    |
| 12 | Jos Verstappen        | 5    |
| 13 | Eddie Irvine          | 4    |
| 14 | Ricardo Zonta         | 3    |
| 15 | Pedro de la Rosa      | 2    |
| 16 | Alexander Wurz        | 2    |

| * | Vůz      | Body |
| - | -------- | ---- |
| 1 | Ferrari  | 170  |
| 2 | McLaren  | 152  |
| 3 | Williams | 36   |
| 4 | Benetton | 20   |
| 5 | BAR      | 20   |
| 6 | Jordan   | 17   |
| 7 | Arrows   | 7    |
| 8 | Sauber   | 6    |
| 9 | Jaguar   | 4    |

| * | Jezdec         | Body |
| - | -------------- | ---- |
| 1 | Německo        | 143  |
| 2 | Finsko         | 95   |
| 3 | Velká Británie | 89   |
| 4 | Brazílie       | 65   |
| 5 | Itálie         | 24   |
| 6 | Kanada         | 17   |
| 7 | Nizozemsko     | 5    |
| 8 | Španělsko      | 2    |
| 9 | Rakousko       | 2    |